# Rhizohypnum viscidulum
Rhizohypnum viscidulum là một loài Rêu trong họ Hypnaceae. Loài này được (Hampe) Herzog miêu tả khoa học đầu tiên năm 1916.